# Michael McGoldrick
Michael McGoldrick (* 1971, Manchester) je britský hudebník a hráč na irskou flétnu a irskou whistle. Během studií na střední škole hrál s kapelou Toss the Feathers hrající keltský rock. Roku 1995 založil skupinu Flook, ze které však záhy odešel, aby mohl hrát se skupinou Lúnasa. Od roku 1997 je rovněž členem skupiny Capercaillie. V roce 2009 se podílel na albu Get Lucky skotského hudebníka Marka Knopflera a účastnil se i koncertního turné na podporu alba. V roce 2012 hrál na dalším jeho albu Privateering.